# Чудові точки трикутника
Чудові точки трикутника — точки, розташування яких однозначно визначається трикутником і не залежить від того, в якому порядку беруться сторони і вершини трикутника.
Зазвичай вони розташовані всередині трикутника, але це не обов'язково. Зокрема, точка перетину висот може лежати поза трикутником.
Енциклопедія чудових точок трикутника (англ. The Encyclopedia of Triangle Centers; ETC) містить понад 32 тис. (станом на 2019) «центрів трикутника» — точок, пов'язаних з геометрією трикутника.

## Деякі приклади чудових точок трикутника
Точки перетину:
- медіан — центроїд, центр ваги (мас);
- бісектрис — інцентр або центр вписаного кола;
- висот — ортоцентр;
- серединних перпендикулярів — центр описаного кола;

|  |  |  |  |
|  |  |  |  |

Якщо хоча б дві з цих чотирьох чудових точок трикутника збігаються, то трикутник є правильним.
Точки перетину:

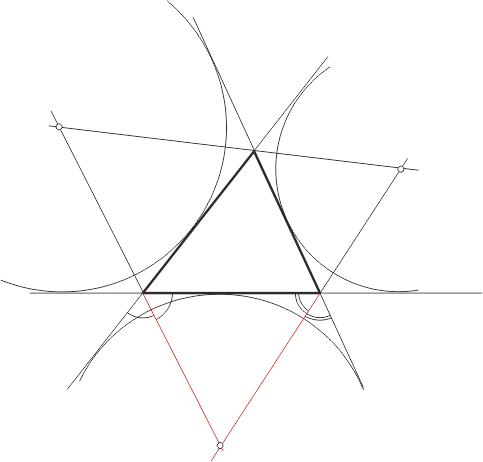
Центр зовнівписаного кола

- бісектрис зовнішніх кутів — центр зовнівписаного кола;
- антибісектрис — центр антибісектрис;
- симедіан — точка Лемуана;
- бісектрис серединного трикутника (його інцентра) — центр Шпікера;
- кліверів трикутника — також центр Шпікера;
- трьох (або навіть двох) кіл, побудованих, як на діаметрі, на відрізку, що з'єднує основи внутрішньої і зовнішньої бісектриси, випущених з одного кута, — дві точки Аполлонія;

Точки перетину відрізків, що з'єднують вершини трикутника:
- з точками дотику протилежних сторін і вписаного кола — точка Жергонна;
- з точками дотику протилежних сторін і зовнівписаних кіл — точка Наґеля;

|  |  |

- з відповідними вільними вершинами рівносторонніх трикутників, побудованих на сторонах трикутника (назовні) — перша точка Торрічеллі;
- з відповідними вільними вершинами правильних трикутників, побудованих всередину трикутника — друга точка Торрічеллі;
- з відповідними вільними вершинами трикутників, подібних до початкового трикутника і побудованих на його сторонах — точки Брокара.

## Мінімаксні точки трикутника
Мінімаксними (екстремальними) точками трикутника називаються точки, в яких досягається мінімум деякої функції, наприклад, суми степенів відстаней до сторін або вершин трикутника.
Мінімаксними точками трикутника є:
- точка перетину трьох медіан, що має найменшу суму квадратів відстаней до вершин трикутника (теорема Ляйбніца);
- точка перетину трьох медіан трикутника, єдина точка трикутника така, що проведені через неї три чевіани ділять своїми кінцями сторони трикутника на шість відрізків. При цьому добуток довжин трьох з цих шести відрізків, які не мають спільних кінців, максимальний[2];
- перша точка Торрічеллі, що має найменшу суму відстаней до вершин трикутника з кутами не більше 120 градусів;
- точка Лемуана, що має найменшу суму квадратів відстаней до сторін трикутника;
- основи висот гострокутного трикутника утворюють ортотрикутник, який має найменший периметр з усіх трикутників, вписаних у даний трикутник.

## Ізо-точки трикутника
Ізо-точками є точки трикутника, що дають будь-які рівні параметри трьох трикутників, які утворюються при з'єднанні ізо-точки відрізками з трьома вершинами трикутника. В результаті утворюється фігура типу «око дракона» (див. рис.)

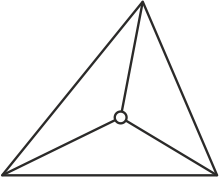
Око дракона

Ізо-точки трикутника, що утворюють фігуру типу «око дракона»:
- ортоцентр (дає три трикутники з трьома рівними радіусами трьох описаних навколо них кіл),
- точка перетину медіан (дає три трикутники з трьома рівними площами)
- інцентр (дає три трикутники з трьома рівними висотами)
- центр описаного кола (дає три рівнобедрених трикутники з трьома рівними парами сторін),
- точка рівних периметрів {\displaystyle P} або ізопериметрична точка (дає три трикутники з трьома рівними периметрами[4]),
- точка Торрічеллі (перша) (дає три трикутники з трьома рівними тупими кутами в {\displaystyle 120^{\circ }}).
- Точка розбиття трикутника на три трикутники з трьома однаковими радіусами вписаних кіл
- Центр Шпікера трикутника є радикальним центром трьох його зовнівписаних кіл[5] (має три пари рівних дотичних відразу до трьох зовнівписаних кіл).

Ізо-точки трикутника, що утворюють фігуру типу «Трилистник (вузол)»:
- Центр Шпікера {\displaystyle S} є точкою перетинів прямих {\displaystyle AX}, {\displaystyle BY} і {\displaystyle CZ}, де {\displaystyle XBC}, {\displaystyle YCA} і {\displaystyle ZAB} подібні, рівнобедрені та однаково розташовані, побудовані на сторонах трикутника {\displaystyle ABC} зовні, що мають один і той самий кут біля основи {\displaystyle \operatorname {arctg} [\operatorname {tg} (A/2)\operatorname {tg} (B/2)\operatorname {tg} (C/2)]}[5].
- Перша точка Наполеона {\displaystyle N_{1}}, як і центр Шпікера, є точкою перетинів прямих {\displaystyle AX}, {\displaystyle BY} і {\displaystyle CZ}, де {\displaystyle XBC}, {\displaystyle YCA} і {\displaystyle ZAB} подібні, рівнобедрені та однаково розташовані, побудовані на сторонах трикутника {\displaystyle ABC} зовні, що мають один і той самий кут біля основи {\displaystyle 30^{\circ }.}
- Тут треба було б перерахувати всі точки, що лежать на гіперболі Кіперта.

Із-точки трикутника, що утворюють фігуру типу «Квітка традесканції» наступні:
- точка перетину медіан утворює трьома малими відрізками чевіан три чотирикутники з рівними площами;
- точка перетину бісектрис утворює трьома перпендикулярами до трьох сторін трикутника три чотирикутники — дельтоїди з двома однаковими у всіх суміжними сторонами. Інша пара рівних суміжних сторін у загальному випадку у всіх різна. У всіх трьох дельтоїдів є пара рівних протилежних кутів {\displaystyle 90^{\circ }}. Вони — вписано-описані чотирикутники.
- Три кола, проведені всередині трикутника через точку Мікеля, перетинають сторони трикутника в трьох точках. Три хорди, проведені через точку Мікеля, і три точки перетину трьох кіл з трьома різними сторонами трикутника, утворюють рівні кути зі сторонами.